# Жыланшыктурме
Жыланшыктурме (каз. Жыланшықтүрме) — возвышенность в восточной части Тургайского плато, в междуречье Кара-Тургай и Улы-Жыланшык. Расположена на территории Костанайской области Казахстана.
Возвышенность простирается с севера на юг на 150 км. Ширина составляет 40 км. Абсолютная высота в южной части достигает 340 м. Верхний бассейн междуречья расчленена эрозионными ложбинами и представляет собой увалисто-холмистую равнину. Рельеф сложен неогеновыми глинами, алевритами и песчаниками.
Климат континентальный, зима холодная, лето жаркое. Средняя температура января составляет −16 °C, июля — 22 °C. Среднегодовое количество осадков составляет 250 мм.
Почвы светло-каштановые, солонцеватые. Растительность злаково-разнотравная: полынь Лepxa, ковыль, типчак, биюргун, лебеда, чий, вейник. Возвышенность используется как весенне-осеннее пастбище.